# Dylan Ratigan
Dylan Jason Ratigan (né le 19 avril 1972) est un journaliste, un présentateur de nouvelles et un animateur de télévision américain. Il anime The Dylan Ratigan Show (en) sur les ondes de MSNBC. Il contribue également au journal électronique The Huffington Post.

## Biographie
Ratigan naît dans le village de Saranac Lake. Il obtient un baccalauréat en économie politique de l'Union College.
Il travaille un temps à Bloomberg News, couvrant dans un premier temps la bourse américaine, les introductions en bourse et les fusions-acquisitions. Il est l'un des créateurs et anime l'émission Morning Call (CNBC) (en), diffusée sur le réseau de Bloomberg et sur USA Network. Il collabore avec ABC News et le New York Times, le Washington Post, le Miami Herald et le Chicago Tribune.
Il est le premier animateur de nouvelles de l'émission On the Money (en) diffusée à CNBC. Il anime également l'émission de télévision Bullseye (en) durant un an et demi. Il est coanimateur des émissions Closing Bell (en) et The Call (en). En juin 2006, il anime l'émission Fast Money (talk show) (en) qu'il a créée avec Susan Krakower. 
Ratigan quitte CNBC à la fin de son contrat le 27 mars 2009. Le New York Times rapporte qu'il considère toutes les options, mais qu'il est fait pour couvrir l'économie, « l'histoire qui affecte les Américains de tous les milieux. »,.
Le 29 juin 2009, il anime la nouvelle émission Morning Meeting (en),. Il participe également à d'autres programmes de NBC News.
En décembre 2009, MSNBC annonce que Morning Meeting sera remplacée en janvier 2010 par une nouvelle émission, The Dylan Ratigan Show.

### Sortie de 2011
« Je suis furieux. Et selon les tonnes de réponses que j'ai reçues après ma sortie, vous l'êtes également. »

— Dylan Ratigan, America's Mad as Hell Moment
Le 10 août 2011, le Dylan Ratigan Show présente une table ronde discutant de la chute des marchés suivant le Budget Control Act of 2011 (en). Après quelques minutes d'échanges, Ratigan se lance dans une tirade passionnée exposant sa perception de l'état de la politique américaine.

« Nous avons un vrai problème ! C'est un fait mathématique ! Des dizaines de billions de dollars sortent des États-Unis d'Amérique. Les Démocrates ne le font pas, les Républicains ne le font pas. Un système bien établi est à l’œuvre dans notre pays, un système financier, d'échange et de taxation mis en place par les deux partis au cours des deux dernières décennies. Et nous demeurons assis ici, débattant à savoir si on doit adopter le plan à 4 billions qui repousse le fardeau en 2017 pour le président ou si l'on doit brûler complètement la place, deux options téméraires, irresponsables et stupides. »

— Dylan Ratigan, The Dylan Ratigan Show
L'enregistrement est devenu une vidéo virale. TV Newser (en) a écrit qu'elle est « un éditorial puissant et émotif sur l'économie et Washington »,.

## Prix et distinctions
2004 : prix Gerald Loeb Award (en) pour sa couverture du scandale d'Enron.